# 裏音源盤。
『裏音源盤。』(うらおんげんばん。)は、R指定が2009年7月25日に発売した通算2枚目となるミニ・アルバム。

## 概要
- 前作『オカルト地獄』から、1年ぶりのリリース。同年の9月9日には、2nd Press盤として再発売された。
- 新曲「メンタル≠ヘルプ」に加え、過去に会場限定で発売、無料配布された3曲と、DVDシングル「盲目少女」の4曲を再録、リマスタリングし、計5曲が収録されている。また、2nd Press盤には、新曲「メンタル≠ヘルプ」のインストゥルメンタルバージョンが収録されている。

## 収録曲

### 通常盤
1. メンタル≠ヘルプ
本作唯一の新曲。なお、ツアー『R指定&Lycaon ツーマンツアー 果たし状』の会場限定で発売された「果たし状」では、対バンのLycaonが本楽曲をカバーしている。
なお、本作発売から1か月後にリリースされたビデオ・クリップ集『裏映像盤。』にて、初の映像化を果たした。
2. 盲目少女
1stDVDシングル。本作唯一のシングル曲。なお、本作で初の音源化である。
3. 黒猫 -夕焼けmix-
R指定初の単独公演『黒猫の招待』の会場で無料配布された楽曲。
4. 夢で逢いませう・・・
R指定単独公演『渋谷心中』の会場にて200枚限定で発売された楽曲。
5. 素晴ラシキ此ノ人生 -朝焼けmix-
R指定単独公演『博多心中』の会場で無料配布された楽曲。

### 2nd Press盤
1. メンタル≠ヘルプ
2. 盲目少女
3. 黒猫
4. 夢で逢いませう・・・
5. 素晴ラシキ此ノ人生
6. メンタル≠ヘルプ -instrumental-
2nd Press盤のみの収録。

## 収録映像作品
PV収録
- 『裏映像盤。』(#1、#2)